# Universal Studios Hollywood
Universal Studios Hollywood is zowel een filmstudio als themapark in Universal City. Woody Woodpecker is de mascotte van Universal Studios Hollywood en de rest van de Universal Studios Parks. Oorspronkelijk opgezet als Studio Tour, een gestructureerde rondleiding om gasten een blik te gunnen achter de coulissen van de filmwereld, groeide dit evenement uit tot meer dan 5 miljoen bezoekers waardoor het complex tot de 15 meestbezochte ontspanningsparken ter wereld behoort. De originele studio's blijven in gebruik voor hedendaagse producties, hier werden onder andere ook Desperate Housewives en Ghost Whisperer opgenomen.

## Attracties
Het park is uitgebouwd op twee reliëfniveaus en zodoende verdeeld in twee gedeelten die onderling verbonden zijn met roltrappen: "Upper Lot" en "Down Lot".

### Upper lot
- 1964: Universal Studios Backlot Tour ("Earthquake", "Jaws", "Flash Flood", "The Fast and the Furious: Extreme Close Up", "The Mummy Tomb", Desperate Housewives, Wisteria Lane en andere filmplekken)
- 1995: Waterworld: A Live Sea War Spectacular
- 2008: The Simpsons Ride
- 2010: King Kong: 360 3-D
- 2014: Despicable Me: Minion Mayhem
- 2015: Fast & Furious: Supercharged
- 2016: Themagebied Wizarding World of Harry Potter
  - Flight of the Hippogriff
  - Harry Potter and the Forbidden Journey
- 2018: DreamWorks Theatre
- 2019: The Secret Life of Pets: Off the Leash!

### Lower lot
- 1996: Jurassic Park: The Ride. Deze attractie werd in 2018 verbouwd en vernieuwd en opende in de zomer van 2019 als Jurassic World: The Ride[1]. 
  - Hij werd vernieuwd vanwege de nieuwe Jurassic World-films.

- 2004: Revenge of the Mummy
- 2012: Transformers: The Ride
- 2023: Super Nintendo World
  - Mario Kart: Bowser's Challenge

### Voormalige attracties
- 1970-2023: Animal Actors School Stage (1970-2001) Animal Planet Live (2001-2007)
- 1986-2008: King Kong Encounter
- 1991-2015: The Blues Brothers R&B Revue
- 1993-2007: Back to the Future: The Ride
- 1999-2012: T2 3-D: Battle Across Time
- 2002-2023: Special Effects Stage
- 2003-2017: Shrek 4-D
- 2007-2014: Universal's House of Horrors
- 2008-2013: The Adventures of Curious George
- 2009-2010: Creature from the Black Lagoon- The Musical

## Brand in juni 2008

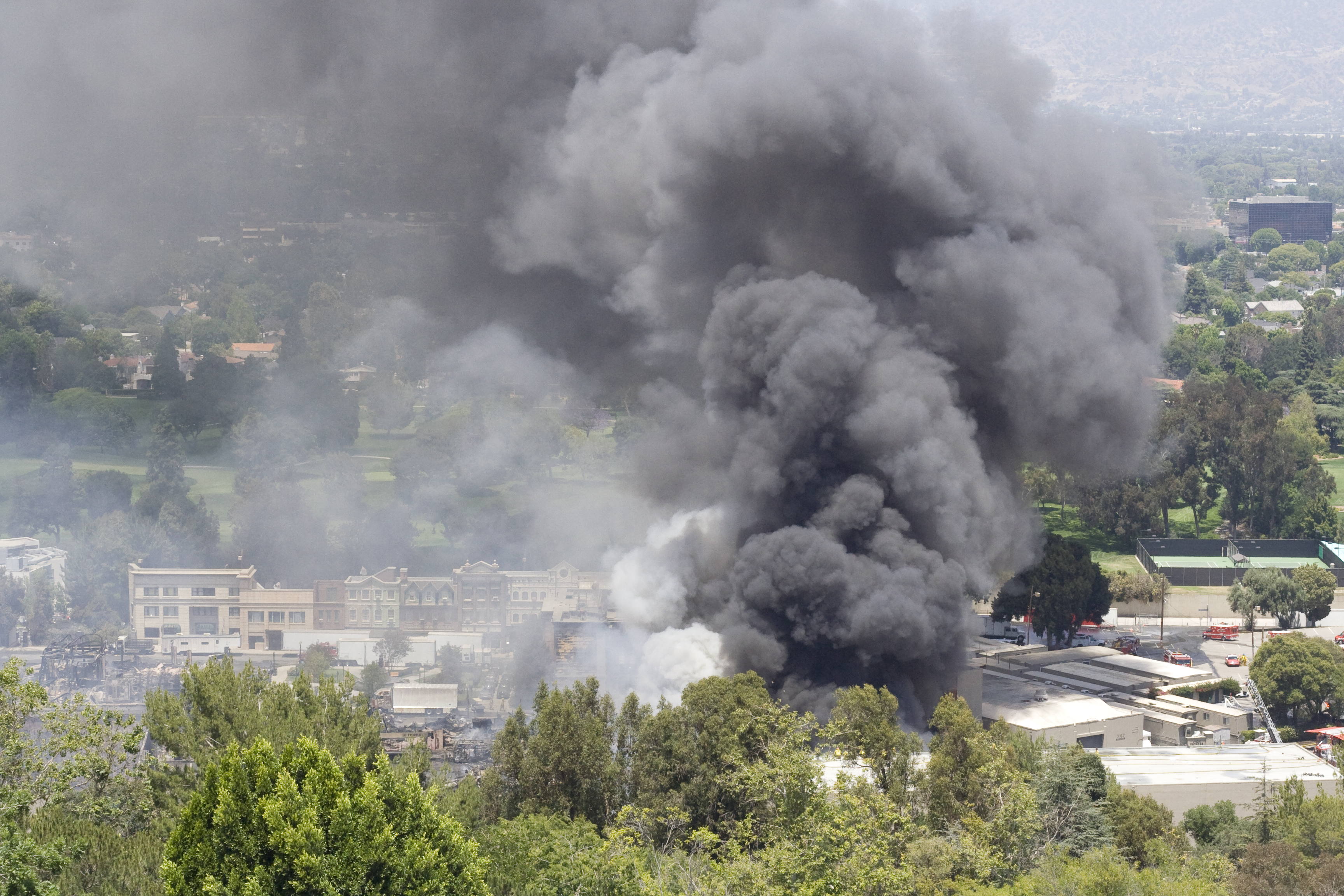
Rookpluim tijdens de brand.

Op 1 juni 2008 brak een grote brand uit die een gedeelte van het park zwaar beschadigde. Diverse attracties verbrandden tezamen met 40 tot 50 duizend digitale films en video's. Tijdens het bestrijden van de brand raakten 17 brandweermensen lichtgewond. Op 25 juni 2019 kwam de New York Times met een lijst van 100 artiesten waarvan er opnamen verloren waren gegaan bij de brand.